# Geisha

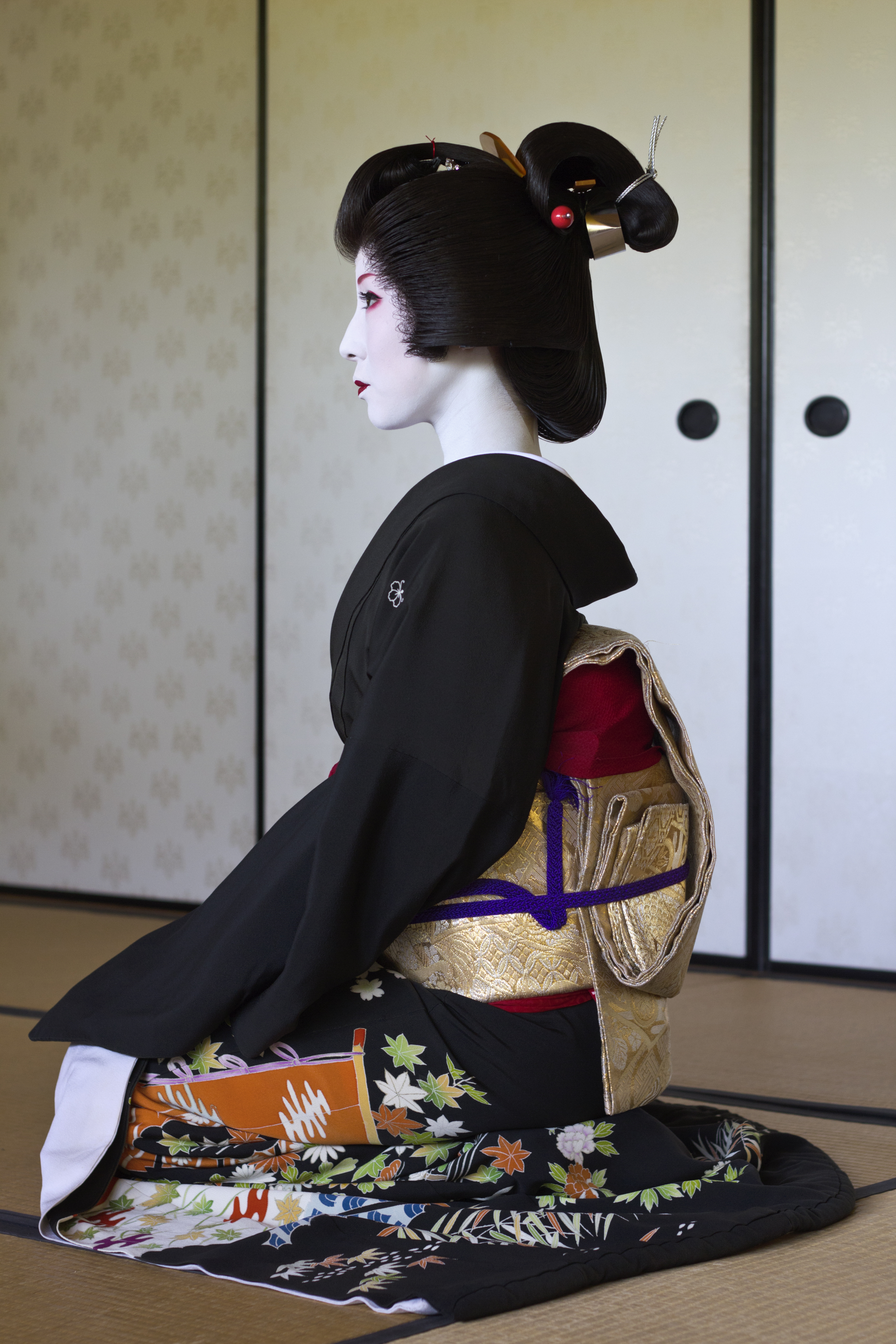
Een echte geisha.

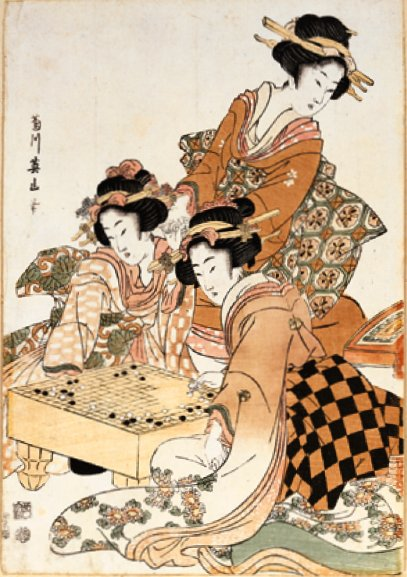
Geisha's die go spelen

Een geisha (Japans: 芸者; /ˈgeːʃa/), geiko (芸子) of geigi (芸妓) is traditioneel een Japanse muze voor artiesten. De term geisha wordt over het algemeen gebruikt om een gezelschapsdame aan te duiden die gekleed is in de typische, streng gestileerde kledij en die met klassieke Japanse muziek, zang en dans de avond van een gezelschap aangenaam opluistert. Letterlijk betekent geisha "kunstpersoon".
In de 18e en 19e eeuw waren geisha's een heel gebruikelijke entourage bij zulke gelegenheden. Kenmerkend voor de geisha is de kunstige pruik van zwart haar, het wit gemaakt gezicht met de rode lippen en een opvallend versierde kimono of zijden kleed dat op een bepaalde manier om het lichaam geknoopt was. Geisha's werden beschouwd als toonbeelden van schoonheid en verfijnde cultuur.
In het verleden werden geisha's vaak (en in de regel ten onrechte) geassocieerd met prostitutie. Er bestond naast de wereld van de geisha's een wereld van courtisanes (Tayuu/Oiran) waar prostitutie voorkwam. Hoewel toen het recht om de maagdelijkheid van een geisha te ontnemen kon worden gekocht, waren ze niet verplicht om seks te hebben met klanten, ook niet met degene die betaalde voor een maagdelijke geisha.
Een meisje kwam op vroege leeftijd als maiko in dienst, en volgde dan enkele jaren een opleiding van een ervaren geisha, die zich bekwaamde in de klassieke Japanse muziek, zang en dans. Geisha's waren actief in bepaalde uitgaanswijken van grote steden, zoals Yoshiwara in Edo (Tokio) en Gion in Kioto, en waren vaak verbonden aan een bepaald huis waardoor hun rang in de hiërarchie werd bepaald. Ook vandaag zijn er in Japan nog enkele tientallen geisha's actief, zij het uitsluitend als in de klassieke Japanse kunsten gevormde gezelschapsdames. Hun vroegere plaats in de Japanse maatschappij is met de westerse naoorlogse invloed geleidelijk aan ingenomen door escortbureaus.

## Wat is een geisha?
Een geisha (spreek uit als ‘geesja’) is een hoogopgeleide en gerespecteerde Japanse gastvrouw die zorgt voor vermaak op feestjes in Japanse theehuizen.
Haar taak is de gasten te vermaken met een gesprek, zang, muziek en dans. Dit is niet alleen voor mannelijke gasten bedoeld, wat wel vaak de aanname is, maar net zo goed voor vrouwen. Mannen die ozashiki (feestjes in theehuizen) organiseren, nemen vaak hun echtgenote mee. Daarnaast kunnen ook vrouwen die ozashiki geven, vragen om gezelschap van geisha's. Het was namelijk een prestige en verleende toentertijd status aan de feestjes. Er zijn zowel privé-bijeenkomsten als openbare gelegenheden die door geisha's worden opgeluisterd (denk aan staatsbezoeken of politieke bijeenkomsten). De geisha is dus een artiest en bestaat alleen in Japan. De meeste westerlingen denken bij geisha’s direct aan prostituees, wat zeer onterecht is. Het is haar taak om gasten op hun gemak te stellen. Hierbij speelt seks meestal helemaal geen en anders een ondergeschikte rol. De Japanse gastvrouwen zijn niet verbonden aan een religie. Zij wonen in een gemeenschap, die in de stad is gevestigd. Dat noemen ze de hanamachi (bedoeld ongeveer "de stad van bloemen en wilgen" omdat een geisha mooi moet zijn zoals een bloem en sterk en flexibel zoals een wilg), waar de geisha’s ook werken. Een geisha verdient veel geld maar daar gaat een lange opleiding aan vooraf. Geisha's uit Kyoto noemen zichzelf ook wel 'Geiko' (spreek uit 'geeiko').

## Training

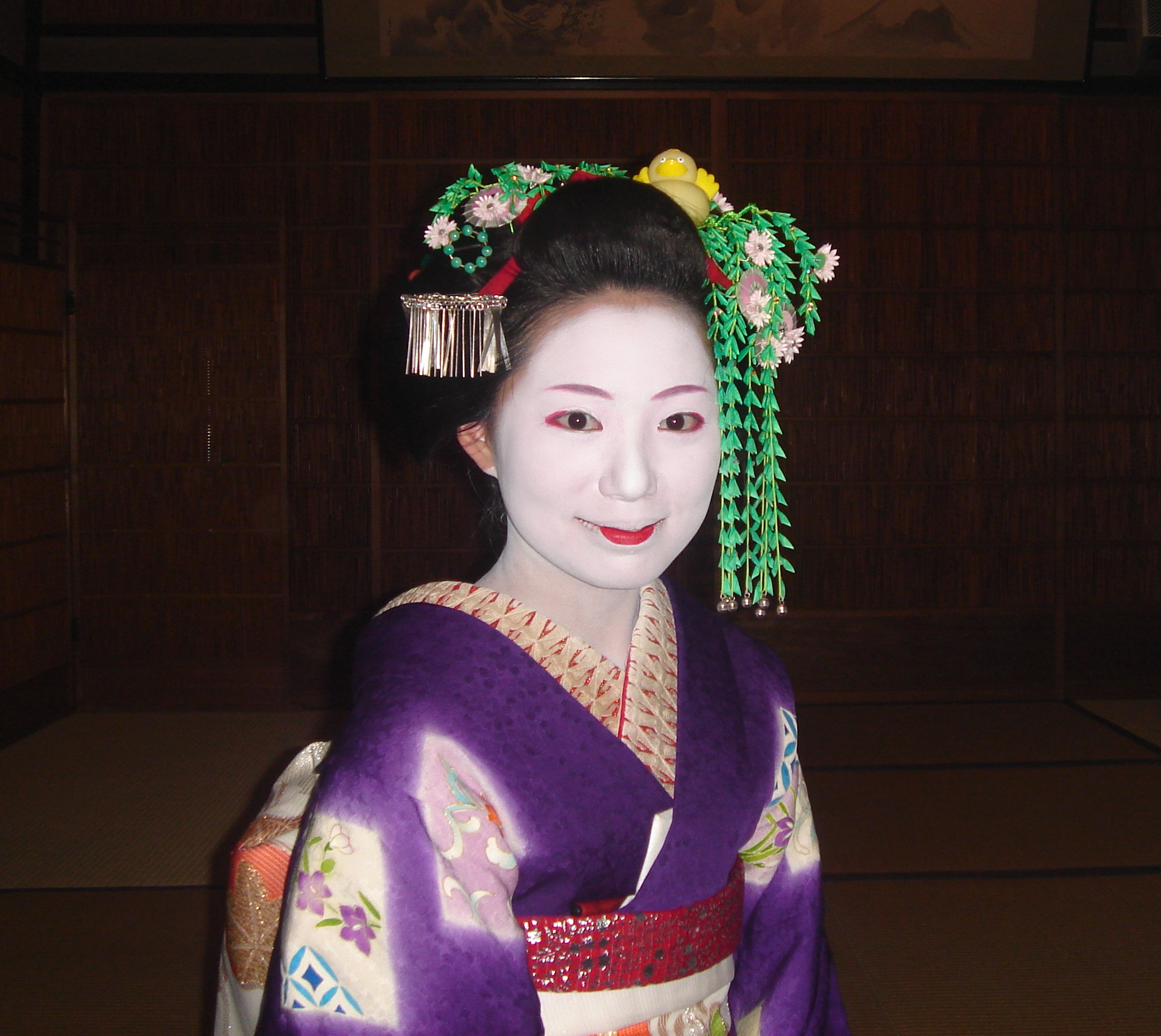
Een maiko

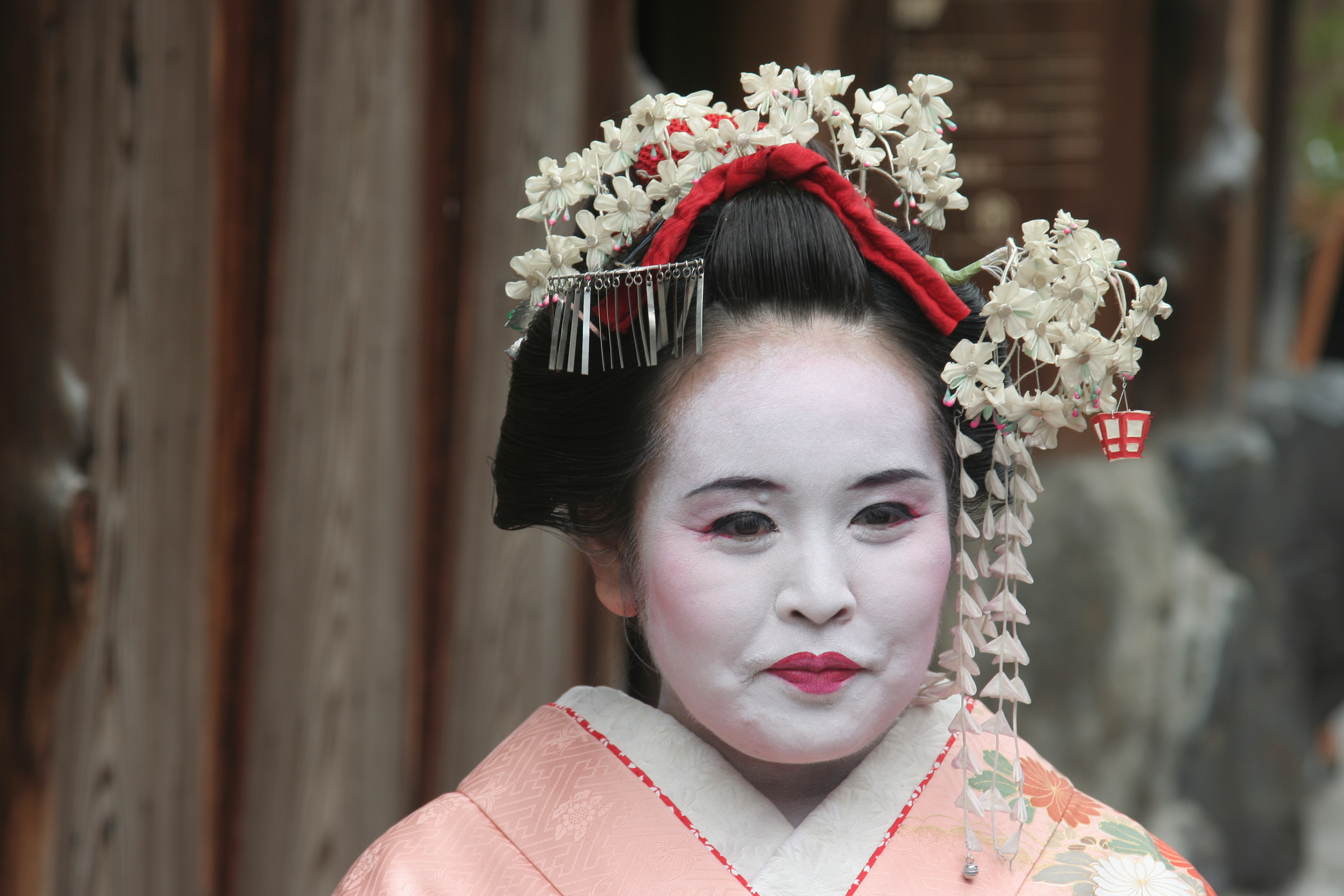
Een maiko-henshin, een toerist die een vergoeding betaalt om zich voor die dag te verkleden als maiko of geisha.

De opleiding voor een geisha begint vaak al in het zesde of zevende levensjaar. De intrede van de nieuwe meisjes gebeurt in een okiya ofwel een geishahuis. Daar blijven zij de hele periode van hun opleiding.
De eigenaresse van een okiya, ook wel okāsan genoemd, kiest de meisjes uit, dit meestal op aanbeveling. Zij bezoekt dan de ouders en stelde voor om hun dochter tot geisha op te leiden. Ouders kunnen ook hun talentvolle kinderen aan het Okiya schenken. De voordelen voor de ouders zijn vaak groot. Er is één mond minder te voeden en de opleidingskosten, die niet gering waren, werd door de Okiya betaald. Niet een onbelangrijke reden om een geisha te worden is dat het een gerespecteerd beroep is. Het nieuwe geishameisje maakt de basisschool af. Na deze lessen gaat zij ’s middags naar de Inoue-school, waar zij dans- en zangles krijgt, alles leert over de theeceremonie en instrumenten leert bespelen. Als de basisschool is afgerond gaat het meisje hele dagen naar de Inoue-school. In eerste instantie worden meisjes ‘maiko’. Maiko's komen echter alleen in Kyoto voor. Tokio, dat wel geisha kent, kent geen maiko. Meestal begint hun carrière met het doen van huishoudelijke taken. Deze fase wordt de shikomi-fase genoemd, die ongeveer een jaar duurt.
Niet alle okiya’s kennen deze fase. Zij beginnen met de minarai-fase, wat staat voor observerend leren. Hierna volgt een belangrijke stap, het meisje wordt nu leerling-geisha: een maiko, wat letterlijk vertaald ‘Vrouw van de dans’ betekent. Nu het meisje een maiko is geworden ondergaat ze weer een zware opleiding in dans, muziek en conversaties. Tijdens deze opleiding krijgt de maiko een ‘oudere zus’ aangewezen. Leeftijd is hier niet van belang, een oude maiko kan een jongere ‘oudere zus’ krijgen toegewezen. Als de maiko voldoende geschoold is, en dus op alle vlakken het vak goed beheert, kan zij geisha worden. Hierdoor zal haar aanzien aanzienlijk stijgen. Aan de kleding kan de overgang van leerling-geisha naar geisha worden gezien. De kraag die onder de kimono gedragen wordt verandert van rood, rozeachtig naar wit. Bij het wisselen van de kragen hoort een ritueel dat ‘erikae’ genoemd wordt.

## Werken als maiko en geisha
Om een geliefde maiko en geisha te worden moet er hard gewerkt worden. Sommigen werken zeven dagen per week en 365 dagen per jaar. Tijdens een ‘ozashiki’ leert een geisha de status van de gasten kennen door de manier waarop de zaal is ingericht. Dit is te zien aan welk servies er op tafel staat, wie het eten verzorgt en hoe waardevol de rol is die in de ‘tokonoma’ hangt. De geisha moet deze dingen opvallen en haar gedrag daarop aanpassen. Vervolgens moet er over het amusement nagedacht worden. Door het leren kennen van de cliënten kan hier steeds beter op ingespeeld worden. Door het onthouden van de persoonlijke voorkeuren kunnen de geisha’s de klanten in de toekomst nog beter van dienst zijn.

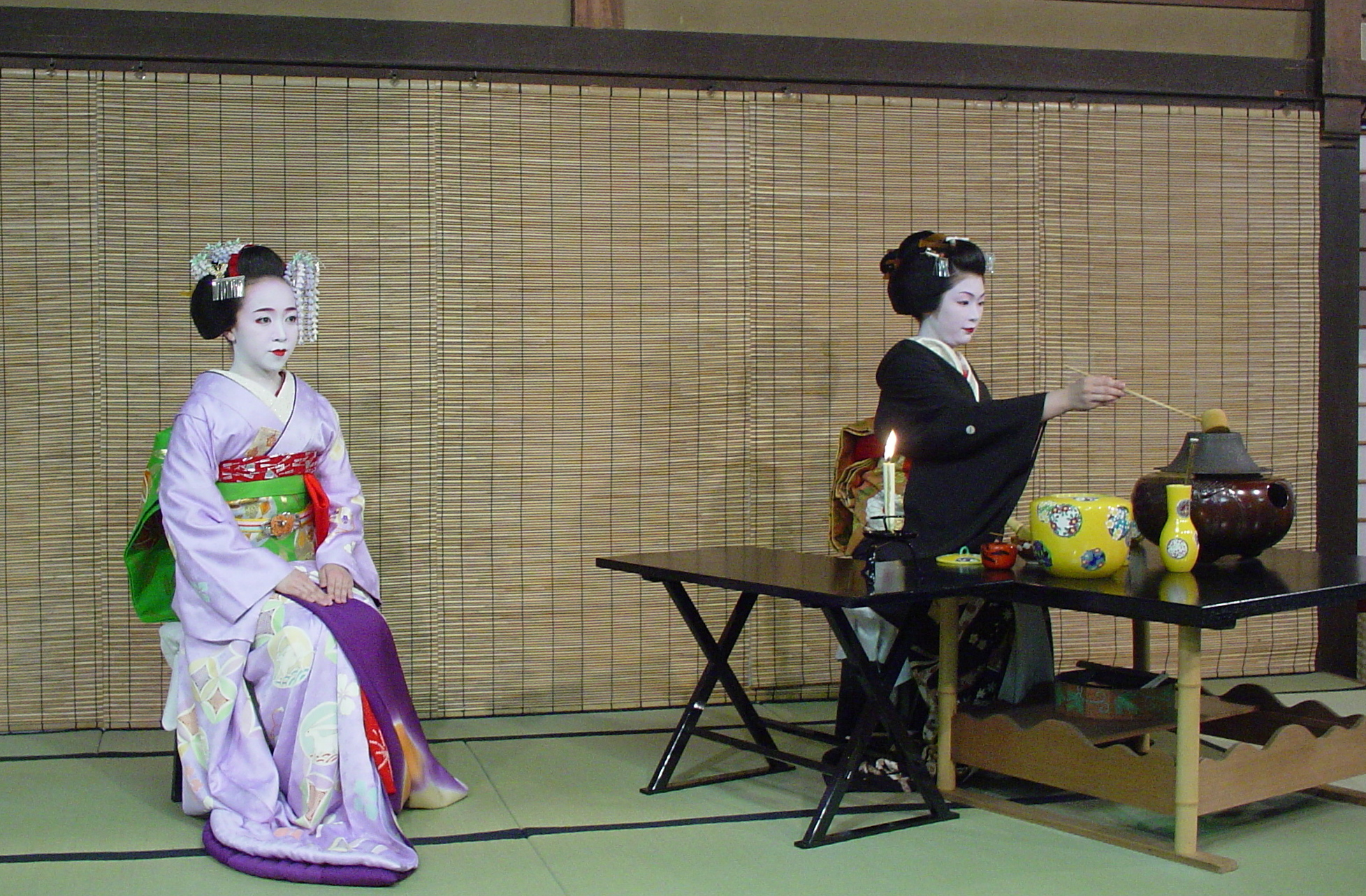
Links een maiko en rechts een geisha, tijdens een traditionele theeceremonie

De geisha’s begeleiden de traditionele theeceremonies. Hierbij bereiden en dienen zij de thee op voor hun gasten. De oorsprong van deze ceremonie ligt in de 16e eeuw en werd sterk beïnvloed door het Zenboeddhisme. De ceremonie bestaat uit verschillende rituelen die uit het hoofd moeten worden geleerd. Elke beweging van de hand is nagenoeg uitgeschreven. De thee die opgediend wordt is bittere groene thee. De verse groene bladeren worden zorgvuldig geroosterd en vermalen. Het fijne theepoeder wordt vervolgens in een kleine houder van keramiek gedaan. Daaruit wordt met een bamboe spatel de thee in een kom geschept. Kokend heet water wordt met een lepel op de thee geschonken. Het mengsel wordt met een bamboe kwast opgeklopt en opgediend.
Een van de gespecialiseerde taken in het theehuis is die van sakeverwarmer, okanban. De okanban vult een fles met sake en plaatst die in een pan water en brengt dit zachtjes aan de kook. Doordat elke gast zijn sake op een andere temperatuur drinkt kan dit nog een lastige taak zijn. Ook moet het temperatuurverlies bij het brengen van het drankje worden ingecalculeerd.

## De geisha van deze tijd
De interesse in het beroep is tegenwoordig niet meer zo groot. Daardoor zijn er veel minder geisha’s dan vroeger en zijn er veel geishahuizen gesloten. In de jaren twintig was de geishaperiode op haar hoogtepunt. Er leefden door het hele land wel 80 000 geisha’s. Na de oorlog was dit aantal teruggelopen tot 1200. In 1999 waren er nog slechts 195 gastvrouwen te vinden.
De trainingen en functie zijn lang niet meer zoals vroeger. In het moderne Japan vormen zij niet langer meer de kern van de amusementsindustrie. De vrouwen worden niet meer gezien als sterren en idolen, ook worden zij niet meer zo hevig begeerd als voorheen. De meisjes wilden andere dingen gaan doen. Met een ‘normale’ man trouwen en een ‘normaal’ leven leiden. Vroeger werden de meisjes die talent hadden aan een geishahuis geschonken door hun ouders. Hierdoor hoefde er een mond minder gevoed te worden en werd er veelal een ‘voorbereidingssom’ gegeven. Dit omdat de ouders voor de eerste jaren van het kind haar leven gezorgd hadden.
Door de veranderende economie is de welvaart in Japan toegenomen.
Veelal is het nu de bewuste keuze van de meisjes om geisha te worden. De trainingen in dans, muziek en zang zijn aantrekkelijk voor een jong, talentvol meisje dat verder wil komen in de amusementswereld. Doordat een avond met een geisha een dure aangelegenheid is geworden, kunnen de geisha’s met mannen uit de hoogst gewaardeerde kringen converseren. Voor de oorlog begonnen de meisjes op hun zesde levensjaar met dansles. Het beroep werd zeer serieus genomen en daarom moest er al vroeg mee begonnen worden. Tegenwoordig beginnen de maiko’s pas als ze veertien of vijftien zijn.

## Kioto
De stad Kioto is gesticht in 794 onder de naam Heian-kyô, de hoofdstad van Japan. Daarvoor was Nara (Heijo-kyô) de hoofdstad. Het wisselen van hoofdstad was voor die tijd zeer gebruikelijk. Als een keizer zich in een andere stad wilde vestigen werd in principe die stad de nieuwe hoofdstad. Kioto is tot 1868 de hoofdstad van Japan gebleven, toen de keizer de stad verliet voor Edo, het huidige Tokio. Tijdens de Tweede Wereldoorlog is de stad gespaard gebleven en bezit nu nog vele historische gebouwen. De bekendste zijn het gouden en zilveren paviljoen.
Kioto kent een aantal bekende wijken zoals Shimabara en Gion. Gion is de bekende geishawijk en tot op het moment van vandaag kan men daar de geisha’s over straat zien lopen. In de jaren dertig trok de wijk gasten van heinde en verre, mannen uit de hoogste kringen van de zakenwereld en aristocratie. Daar streden zij met elkaar om de populairste geisha te onderhouden. Kioto is ook de enige stad waarin er maiko's zijn, in andere districten bestaan deze niet, vandaar dat de stad ook soms wordt afgebeeld met een maiko.

## Prostitutie
Geisha’s zijn geen prostituees, in tegenstelling tot wat veel westerlingen denken. In Japan kent men het beroep van prostituee of courtisane en dit was strikt georganiseerd. Bordelen waren gevestigd in een afgesloten deel van de stad en alleen door een poort bereikbaar. De vrouwen van lichte zeden worden yujo, oiran of tayu genoemd. Net als de geisha’s waren zij getraind in hun vak en konden hun gasten goed vermaken. Een jonge oiran ondergaat een ‘mizuage’-ritueel. Dit bestaat bij haar uit het ceremonieel ontmaagd worden door een vaste cliënt, die daar goed voor betaalt. De uitleg van het woord mizuage brengt de verwarring tussen een dame van lichte zeden en een geisha. Yayu en oiran werken onder een leerlingencontract en zijn verplicht in de wijk te blijven tot hun diensttijd voorbij is. De kleine, kromme voeten werden gezien als toppunt van verleiding. Ook maakten zij veel werk van hun uiterlijk met haarpinnen en kimono's. De haarpinnen in de kapsels dragen zij om agressieve mannen mee te kunnen afschrikken.
Het verschil tussen een geisha en een vrouw van lichte zeden is te zien aan de wijze waarop zij hun kimono strikken. Een gastvrouw heeft haar obi, centuur, gestrikt op de rug. Hierdoor heeft zij altijd hulp nodig. Dit terwijl de prostituee de knoop op haar buik draagt.
Deze dames van lichte zeden zijn er bijna niet meer te vinden. Dit is een gevolg van de goedkopere prostituees uit het buitenland.

## Uiterlijk

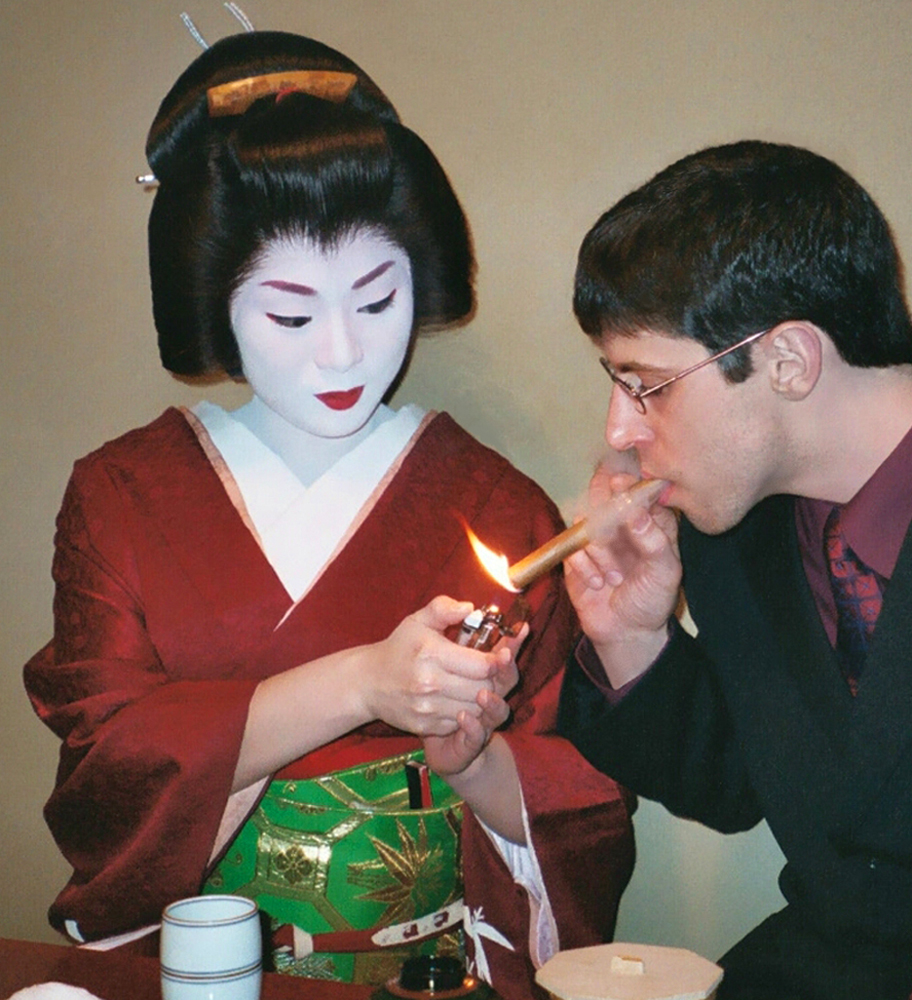
Geisha, 2003

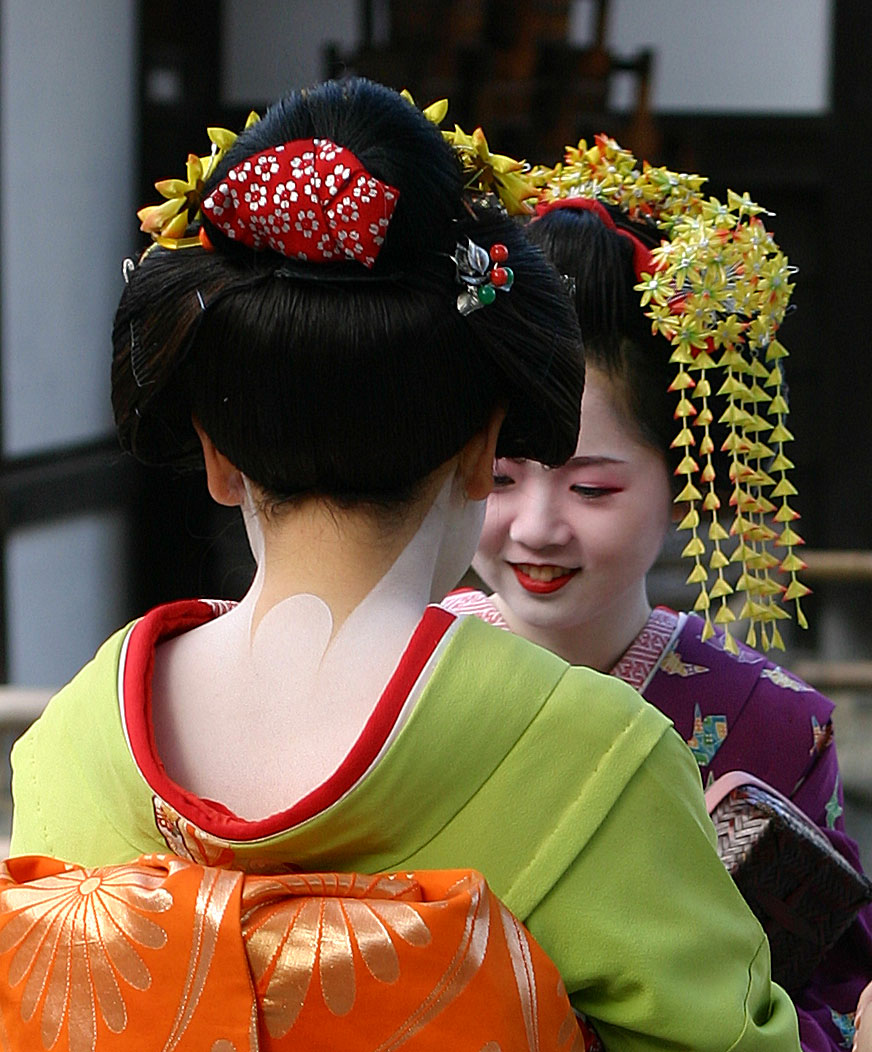
Twee maiko's, 2004

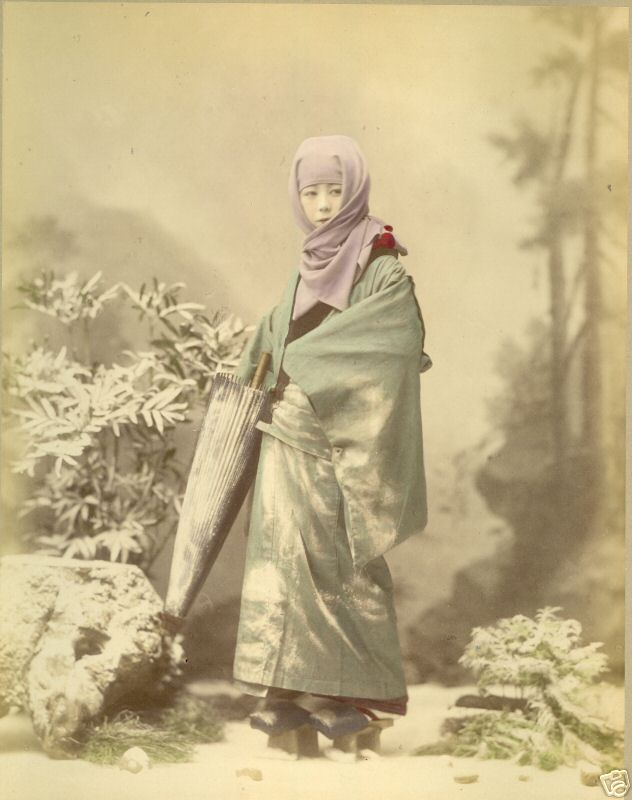
Geisha in winterkostuum, 1885

### Make-up
Het uiterlijk van de geisha is zeer belangrijk, zij moet er perfect uitzien. Make-up is daar een onderdeel van. Het gezicht wordt geheel wit gemaakt en de lippen en ogen rood. De witte make-up is een overblijfsel uit de tijd dat er nog geen lampen aanwezig waren in het paleis van de keizer. De artiesten maakten allen hun gezichten wit, met krijt, kalk of cyanide, maar ook door middel van gedroogde uitwerpselen van de nachtegaal, zodat de keizer hen goed kon zien bij het kaarslicht. Daarnaast is een witte huid een statussymbool. Daaraan kon men zien dat men niet buiten hoefde te werken. Dus: hoe witter, hoe rijker. Al 1500 jaar voor Christus maakte de bevolking van China en Japan hun gezichten wit. Dit deden ze toen door middel van rijstpoeder.

### Kapsels
Een keer per week worden de kapsels van de geisha’s en de maiko mooi gemaakt. Een maiko ondergaat in haar proefperiode wel vijf verschillende kapsels. Dit om de stappen in haar ontwikkeling naar geisha te symboliseren. Een maiko begint met het wareshinobu-kapsel. In het haar worden verschillende versieringen geplaatst, zoals: een roodzijden voorband, zilveren vleugeltjes, bloem die in die maand bloeit, kam van schildpad, kanoko, kanokohaarpin en haarpin van opaal, schildpad en van jade. De overgang naar een nieuw kapsel gebeurt als het meisje ongeveer twee jaar maiko is. Tijdens de mizuage, een ceremonie om de groei van de maiko te vieren, wordt de bovenste haarwrong symbolisch doorgesneden. Het nieuwe kapsel heet het ofuku. Bij speciale gelegenheden wordt het yakko kapsel gedragen in combinatie met een traditionele kimono. En het katsuyama kapsel voor de maand voor en na het Gionfeest in juli. De verandering in kapsel geeft de laatste fase van de carrière van de maiko aan. Dit kunnen klanten zien als teken dat de maiko het einde van haar maikocarrière heeft bereikt.
In de laatste maand als maiko wordt het sakko kapsel gedragen. Door het doorknippen van de bovenste haarwrong zijn de dagen als maiko voorbij. Dit kan een emotioneel moment zijn voor de meisjes. Na de sakko houdt de geisha haar hele artiestenleven hetzelfde kapsel. Bij voorstellingen en uitvoeringen draagt ze een pruik, omdat elke Geisha er dan vaak hetzelfde uit moet zien. Door het maikokapsel, waarbij het haar op de kruin wordt samengebonden, ontstaan kale plekken op de kruin. De haren worden op hun plaats gehouden door een bamboepin waardoor de haarwortels voortdurend onder druk komen te staan. Vanwege jeuk aan de hoofdhuid krabben de geisha’s met de punt van een haarornament en dit zorgt ervoor dat het haar bij de wortel wordt afgebroken. Na een aantal jaren ontstaan de kale plekken.

### Kleding

#### Kimono's en yukata's
De kimono is een traditioneel en formeel kledingstuk. En de yukata is een soort van vrijetijdskleding dat comfortabel draagt, gemaakt van katoen. Zij worden gebruikt na een bad of op een warme zomerdag. De kimono wordt gemaakt van zijde en is dan ook zeer kostbaar. Bij theeceremonies, begrafenissen en bij andere formele aangelegenheden worden zij gedragen. Vooral oude mensen vinden het prettig om ze in het dagelijkse leven ook te dragen. Kimono’s verschillen voor mannen en vrouwen qua kleur, stijl en gelegenheid. Er zijn belangrijke voorwaarden verbonden aan het dragen van een kimono. Ze kunnen informatie prijsgeven over de drager, zoals leeftijd en de huwelijksstatus.
Geisha’s dragen altijd een kimono. De beginnende geisha dient te werken, enkel voor de uitbouw van haar garderobe. Tijdens hun loopbaan zijn zij dan ook een fors bedrag kwijt voor het aanschaffen van hun kleding.
De geisha draagt de strik in de ceintuur, obi, achter op de rug. Vanwege de moeilijkheid van het strikken hebben de meisjes en vrouwen veelal hulp nodig bij het aankleden. De gewone Japanner bezit twee verschillende kimono’s: een voor de wintermaanden en een voor de zomermaanden. Een geisha moet elk seizoen een andere kimono dragen en ook verschillende voor elk gelegenheid. Elke kimono is een kunstwerk en wordt niet gedragen als deze niet volmaakt is. Ze zijn ook allemaal uniek en worden vaak niet meer dan vijf of zes keer gedragen. Tevens vereist het dragen van een kimono een speciaal kapsel, schoeisel, sokken en handtasjes.

## Danna
Danna’s zijn beschermheren voor de geisha’s. In de loop van de tijd krijgen zij van deze heren voornamelijk financiële steun. Het is mogelijk om met de danna te trouwen en dan wordt de geishaloopbaan beëindigd. Echter, niet alle geisha's verwerven een danna. Geisha's op topniveau hebben geen financiële steun nodig en kunnen heel goed voor hun eigen zaken zorgen. Overigens kunnen geisha's gewoon trouwen; ze blijven dan als geisha werken.